# Tyler Stephenson
Tyler Stephenson (Atlanta, Georgia, 16 de agosto de 1996) es un jugador profesional estadounidense de béisbol que se desempeña en la posición de cácher en Cincinnati Reds, equipo de las Grandes Ligas de Béisbol (MLB).

## Carrera
Fue seleccionado en la primera ronda en el Draft de la MLB de 2015. En 2020 hizo su debut profesional con el equipo Cincinnati Reds, donde lleva jugando cinco temporadas.